# Herz Jesu (Baumgarten)

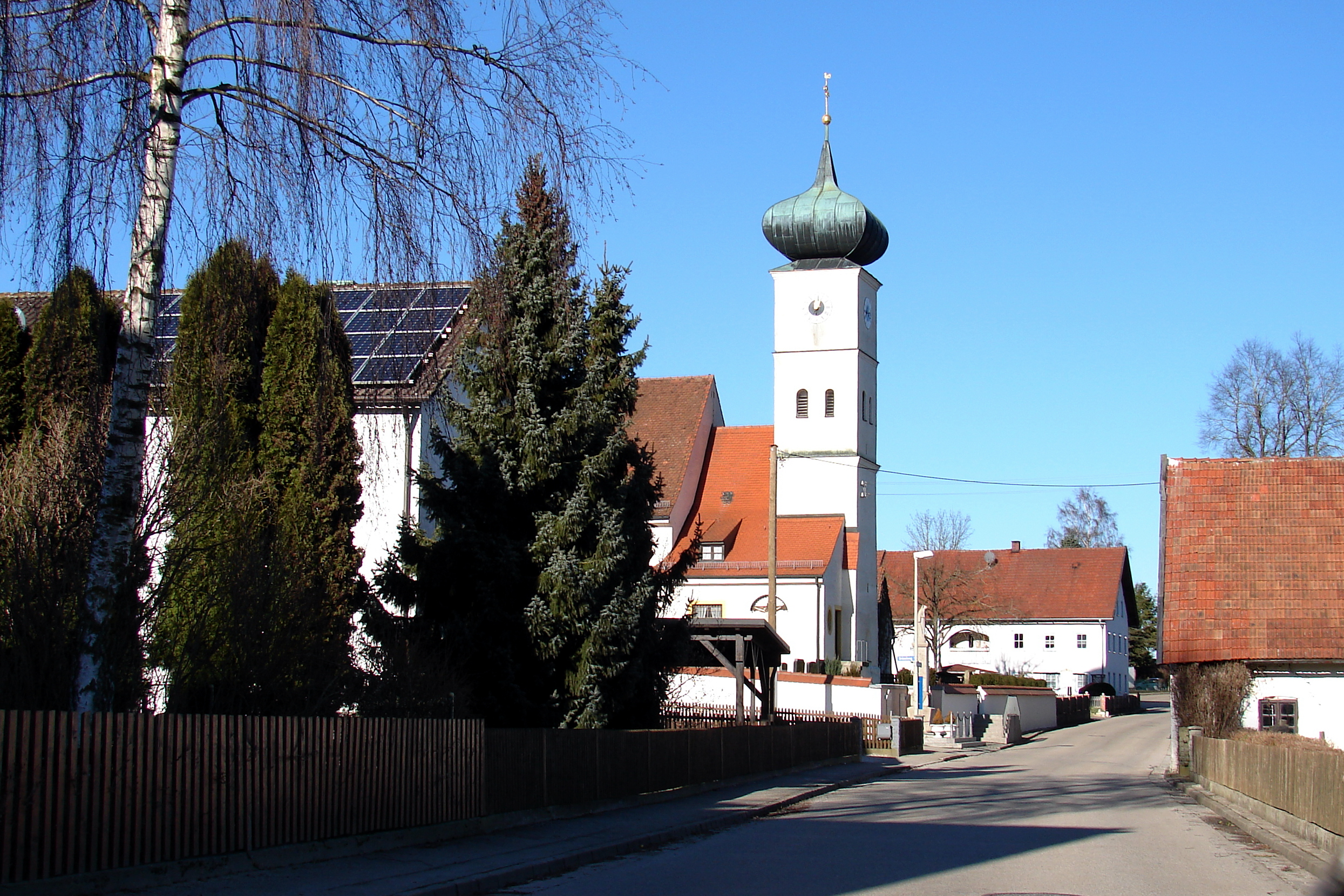
Kuratiekirche in Baumgarten

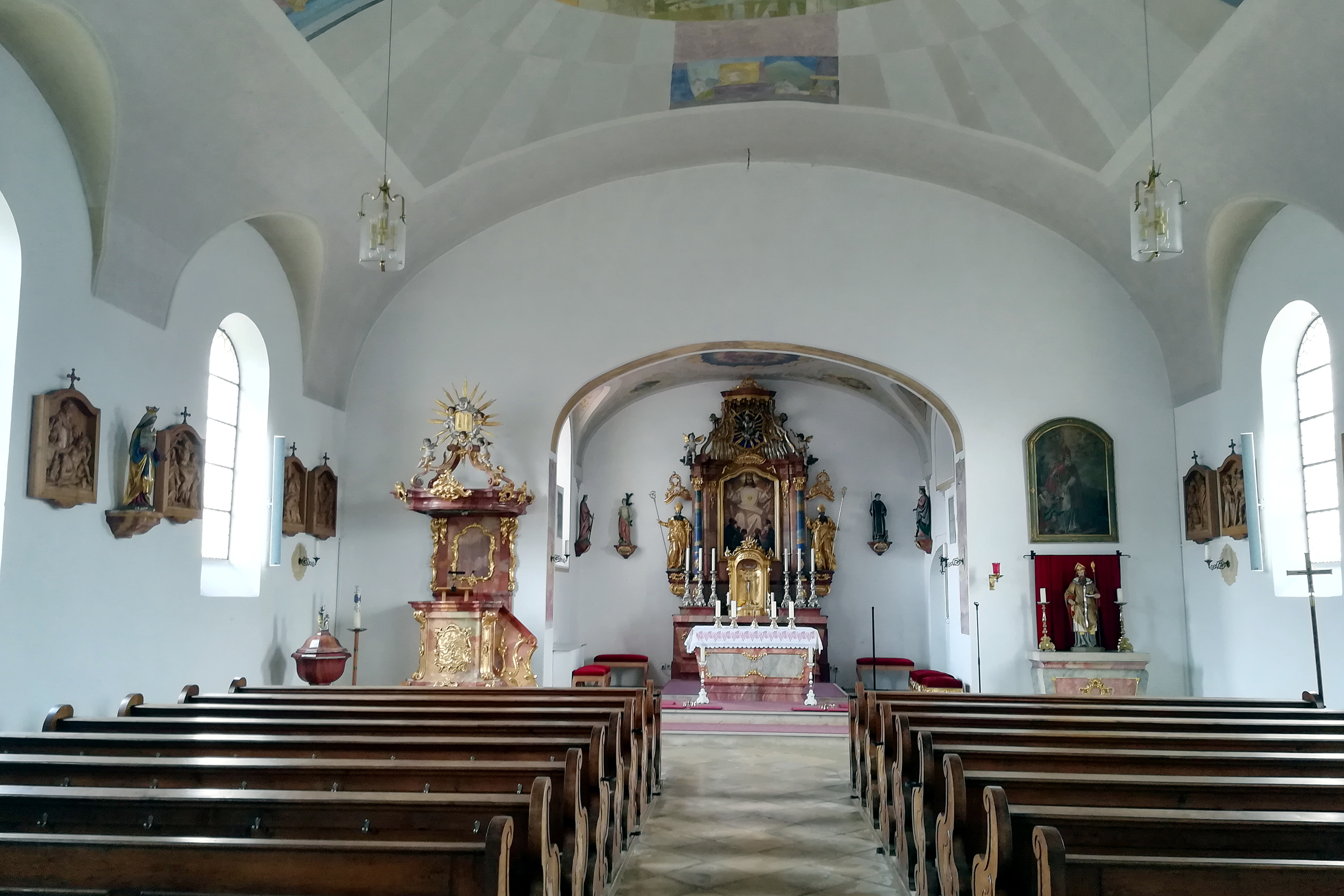
Kuratiekirche: Innenraum

Die Kuratiekirche Herz Jesu, im Gemeindeteil Baumgarten der Marktgemeinde Nandlstadt im Landkreis Freising gelegen, ist ein breiter Saalbau mit stark eingezogenem gerade schließendem Chor, angefügter Sakristei und Chorturm. Das Langhaus ist von 1924, im Kern ist die Kirche älter. Mit ihrer Ausstattung zusammen ist sie ein geschütztes Baudenkmal mit der Aktennummer D-1-78-144-27 des Bayerischen Landesamtes für Denkmalpflege.

## Geschichte

### Ursprünge
Paumgarten, Paungarten, Baumtgarten, Puomgart, Paumgartten (= Obstgarten bei Nandlstadt) in der Holledau (= Hallertau) ist eine sehr alte Ansiedlung. Erstmals erwähnt wurde der Ort in einem Verzeichnis im Jahre 1315 als Filiale von Hörgertshausen. Georg Muntzl, 1524 Pfarrer und Vikar von Hörgertshausen, erhielt die Pfarrei Baumgarten durch päpstliche Verleihung. In der Verleihungsurkunde werden drei Filialen mit eigenen Begräbnisstätten erwähnt. Namentlich genannt wurden St. Nikolai und Katharina in Baumgarten, St. Johannes Evangelist in Tölzkirchen und St. Anna und Beata Virgo in Airischwand.
Da die Filialen weit entfernt waren, sodass viele Gottesdienste an Sonn- und Feiertagen nicht stattfinden konnten, und der Pfarrer mit den wenigen Mitteln, die ihm zur Verfügung standen, keine weiteren Priester unterhalten konnte, stiftete 1686 der damalige Gutsherr von Hörgertshausen, Freiherr Johann Georg von und zu Seyboldsdorf aus Hörgertshausen, Priel, Mauern und Thulbach usw., der Pfarrei Hörgertshausen eine Kooperatur zum Besten der Filialen Baumgarten, Tölzkirchen und Airischwand. Dafür stellte er einen Schuldbrief aus. Zudem gestattete er als Schirmherr der Kirche St. Alban, dass aus dem Vermögen von St. Alban ebenfalls eine bestimmte Summe für die Stiftung verwendet werden dürfe.

### Reparaturen
1832 wurde die Verwaltung des Vermögens der drei Filialkirchen Baumgarten, Airischwand und Tölzkirchen an die betreffenden Gemeinden abgegeben. Da die Kirche von Baumgarten sehr feucht war, waren viele Reparaturen notwendig. Diese wurden im Jahre 1848 mit einem Kostenaufwand von mehr als 300 Gulden durchgeführt. 1855 wurden die drei Seitenaltäre gefasst und die Kanzel erneuert. Ermöglicht wurde dies durch wohltätige Stifter.
Auf wiederholtes Nachsuchen der Gemeinde Baumgarten und in Erwägung der örtlichen Verhältnisse wurde am 22. Mai 1846 vom Ordinariat die Genehmigung erteilt, dass fortan auch in Baumgarten getauft werden dürfe, wozu allerdings das Taufwasser aus der Pfarrkirche Hörgertshausen zu holen war. Die Kirche war unter allen Pfarreien die ärmste, ihr Vermögen betrug 1739 nur 150 Gulden, im Jahre 1854 dagegen schon 815.

### Expositur
Am 30. Dezember 1864 wurde die Errichtung einer Expositur in Baumgarten oberhirtlich genehmigt. Das Expositurhaus (Pfarrhaus) wurde im Jahre 1865 erbaut. Im gleichen Jahre wurde auch eine Schule errichtet.

## Neubau des Langhauses

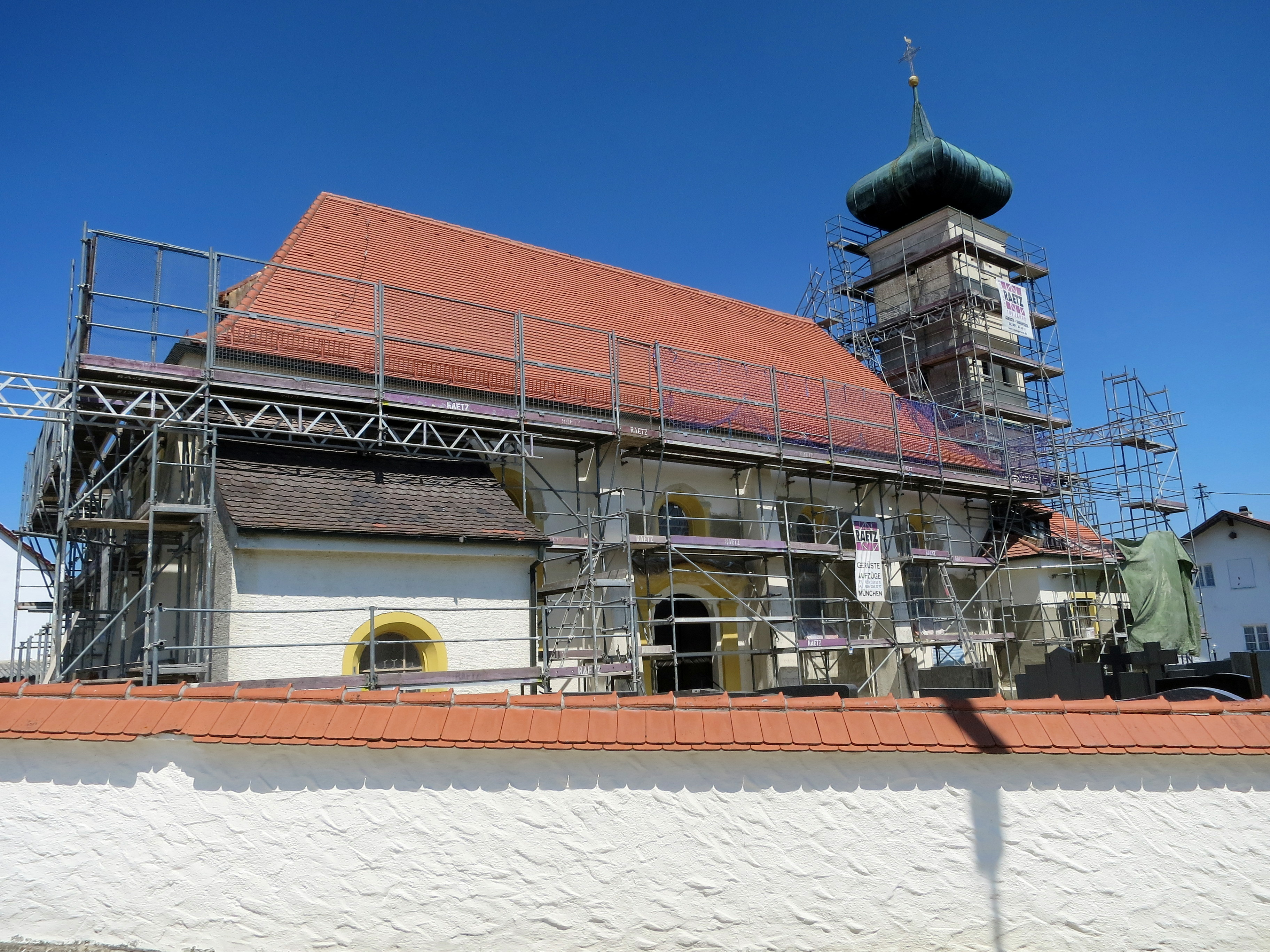
Auch im Jahr 2017 wurden Reparaturen durchgeführt

1924 erhielt Baumgarten eine neue Kirche, die aber schon nach acht Jahren aufgrund von Konstruktionsmängeln im Dachstuhl einzustürzen drohte. Zur Wiederherstellung der Kirche wurde eine Diözesankirchensammlung genehmigt. Das Ordinariat stellte dafür 10 000 Mark zur Verfügung. 1933 wurde der Dachstuhl abgenommen und die Kirche instand gesetzt.
Auch im Jahr 2017 wurde die Kirche eingerüstet und gründlich saniert.

## Gedenktafel
Am Eingang zur Kirche in Baumgarten befindet sich eine Gedenktafel, welche die Teilnehmer am Deutsch-Französischen Krieg 1870/71 namentlich aufzählt. Von den insgesamt elf Teilnehmern ist Josef Pettschacher bei Orleans gefallen.